# Ернест Орландо Лоуренс
Ернест Орландо Лоуренс (англ. Ernest Orlando Lawrence; 8 серпня 1901, Кентон, Південна Дакота, США — 27 серпня 1958, Пало-Альто, Каліфорнія, США) — американський фізик, творець першого циклотрона, за що був удостоєний Нобелівської премії 1939 — «За винахід і створення циклотрона, за досягнуті за його допомогою результати, особливо за отримання штучних радіоактивних елементів».
Випускник Університету Південної Дакоти та Університету Міннесоти, Лоуренс отримав ступінь доктора філософії з фізики в Єльському університеті в 1925 році. У 1928 році був найнятий доцентом фізики в Каліфорнійському університеті в Берклі, ставши там наймолодшим повним професором через два роки. Одного вечора в бібліотеці Лоуренс був заінтригований схемою прискорювача, який виробляв частинки високої енергії. Розмірковував над тим, як його можна зробити компактним, і придумав круглу прискорювальну камеру між полюсами електромагніту. Результатом став перший циклотрон.

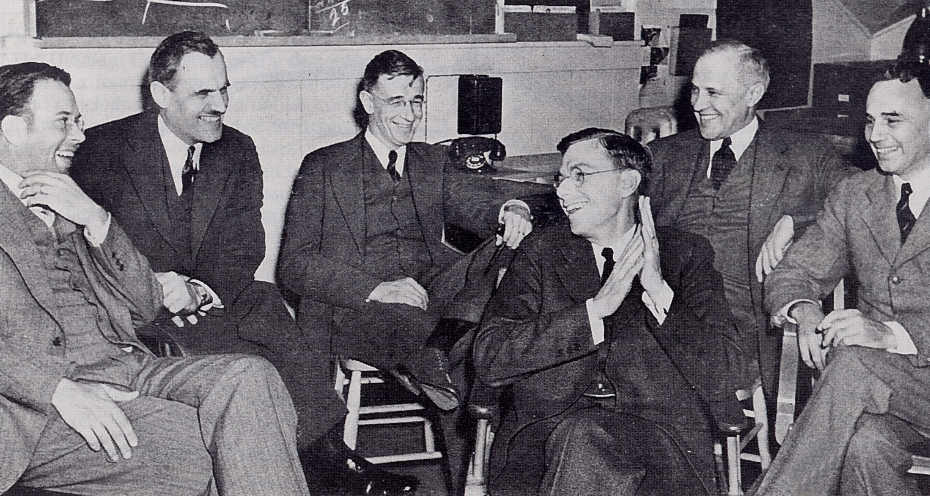
Університет Каліфорнії, Берклі, 29 березня 1940. Зліва направо: Ернест О. Лоуренс, Артур Г. Комптон, Веннівер Буш, Джеймс Б. Конант, Карл Т. Комптон та Альфред Л. Луміс

Лоуренс продовжив будівництво серії все більших і дорожчих циклотронів. Його радіаційна лабораторія стала офіційним відділом Каліфорнійського університету в 1936 році, а Лоуренс став її директором. На додаток до використання циклотрона для фізики, Лоуренс також підтримував його використання в дослідженнях медичного використання радіоізотопів. Під час Другої світової війни Лоуренс розробив електромагнітне розділення ізотопів у радіаційній лабораторії. Використовував пристрої, відомі як калютрони, гібрид стандартного лабораторного мас-спектрометра та циклотрона. Величезний завод електромагнітного розділення був побудований в Оук-Рідж, штат Теннессі, який отримав назву Y-12. Процес був неефективним, але спрацював.

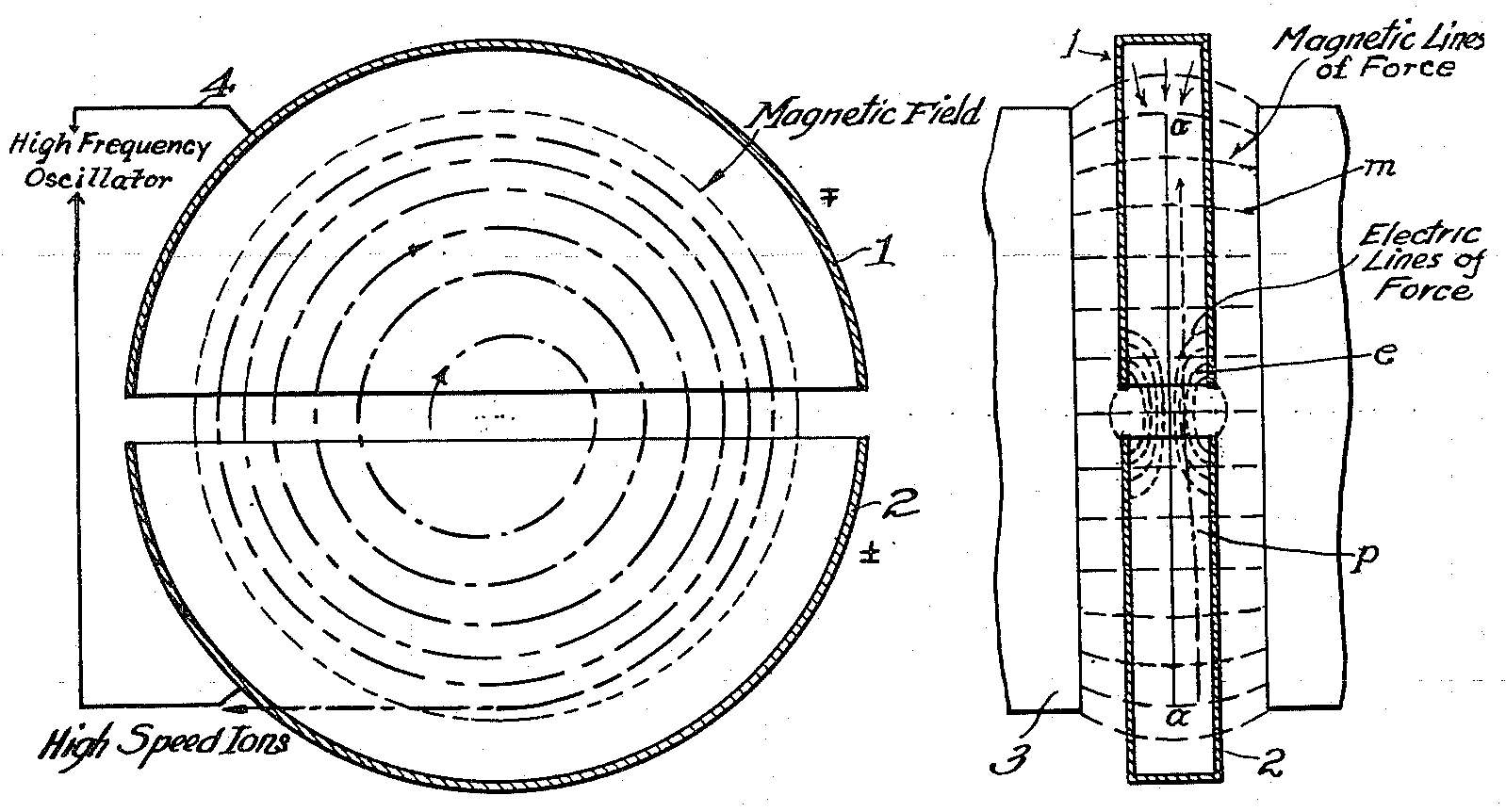
Малюнок циклотрона у патентній заявці (U.S. Patent 1948384)

Після війни Лоуренс широко агітував за державне спонсорство великих наукових програм і був рішучим прихильником «Великої науки» з її вимогами до великих машин і великих грошей. Лоуренс рішуче підтримав кампанію Едварда Теллера щодо другої лабораторії ядерної зброї, яку Лоуренс розмістив у Ліверморі, Каліфорнія. Після його смерті регенти Каліфорнійського університету перейменували Ліверморську національну лабораторію Лоуренса та Національну лабораторію Лоуренса Берклі на його честь. Хімічний елемент номер 103 був названий на його честь лоуренцієм після відкриття в Берклі в 1961 році.
Відомий дослідженнями у ядерній фізиці, роботами із створення атомної бомби (Мангеттенський проєкт). Створив калютрон, спеціалізований мас-спектрограф, потрібний для розділення ізотопів урану.
Ім'ям Лоуренса названо 103-й хімічний елемент Лоуренсій.